# لو نوویون-آن-تیراش
لو نوویون-آن-تیراش (به فرانسوی: Le Nouvion-en-Thiérache) یک کمون در فرانسه است که در انه واقع شده‌است.

## خصوصیات
لو نوویون-آن-تیراش ۴۸٫۴۲ کیلومترمربع مساحت و ۲٬۸۰۱ نفر جمعیت دارد و ۱۸۵ متر بالاتر از سطح دریا واقع شده‌است.